# Dimorphandra caudata
Dimorphandra caudata är en ärtväxtart som beskrevs av Adolpho Ducke. Dimorphandra caudata ingår i släktet Dimorphandra och familjen ärtväxter. Inga underarter finns listade i Catalogue of Life.